# Nostra Dea
Nostra Dea è un'opera teatrale di Massimo Bontempelli scritta, pubblicata e rappresentata nel 1925.

## Rappresentazioni
- Nostra Dea ha debuttato al Teatro Odescalchi di Roma il 22 aprile del 1925 con la Compagnia del Teatro d’Arte di Luigi Pirandello. Gli interpreti erano Marta Abba (Dea), Lamberto Picasso (Vulcano), Enzo Biliotti (Marcolfo), Lia Di Lorenzo (Contessa Orsa), Gina Graziosi (Donna Fiora), Egisto Olivieri (Medico), Gino Cervi (Dorante), Luisa Maria Fossi (Anna), Maria Morino (Nina), Francesco Gennaro (Eurialo). Scenografie, futuriste, di Virgilio Marchi, musiche di Massimo Bontempelli.
- Prima rappresentazione televisiva il 29 settembre 1972, regia di Silverio Blasi, scene di Franco Dattilo, costumi di Maurizio Monteverde, musiche di Bruno Nicolai. Interpreti: Rossella Falk (Dea), Enrica Bonaccorti (Nina), Mariolina Bovo (Anna), Sergio Fantoni (Vulcano), Carlo Giuffré (Marcolfo), Paolo Carlini (Dottore), Leda Negroni (Contessa Orsa), Solvejg D'Assunta (Donna Flora), Manlio Guardabassi (Eurialo), Renato De Carmine (Dorante), Roberto Pescara, Claudia Poggiani, Gabriella Gabrielli, Barbara Francia, Claudia Ricatti[1].

## Edizioni
- Massimo Bontempelli, Nostra Dea, in "Comoedia", agosto 1925, pp. 797-816
- Massimo Bontempelli, Opere scelte, a cura di Luigi Baldacci, Arnoldo Mondadori Editore, 1978.